# Bugo

Bugo 2009

Bugo (* 2. August 1973 in Rho, Provinz Mailand, als Cristian Bugatti) ist ein italienischer Cantautore (Liedermacher) und Künstler.

## Karriere
Bugatti wuchs in Cerano (Provinz Novara) auf. Er begann während des Militärdienstes, Gitarre zu spielen, und betätigte sich im Anschluss in einer Punkband. 1996 legte er sein erstes, selbst produziertes Demo Pane, pene, Pan auf Musikkassette vor (2000 wurde sie als CD neu herausgebracht). Seine erste offizielle Single Questione d’eternità erschien 1999. Zwischen 2000 und 2002 veröffentlichte der Musiker die Alben La prima gratta und Sentimento Westernato sowie die EP Ne vale la pena?. Danach verließ er den musikalischen Underground und 2002 erschien beim Major-Label Universal Bugos neues Album Dal lofai al cisei.
Das zweite Album bei Universal war Golia & Melchiorre (2004), gefolgt von Sguardo contemporaneo (2006) und Contatti (2008); Bugo bewegte sich in diesen Alben stilistisch zwischen elektronischer Musik, Rock und canzone d’autore. Neben seiner musikalischen Karriere trat er unterdessen auch als bildender Künstler in Erscheinung und betreute eine Reihe von Ausstellungen. 2011 erschien der Film Missione di pace von Francesco Lagi, in dem Bugo mitspielte und für den Soundtrack verantwortlich war. Nach dem Album Nuovi rimedi per la miopia (2011) und der zugehörigen Tournee kündigte er 2012 seinen Rückzug von der Bühne an. Eine Zeit lang lebte er danach als Künstler in Indien.
2015 unterschrieb Bugo wieder einen Plattenvertrag, nun mit Carosello Records, und meldete sich mit der EP Arrivano i nostri zurück. Im Jahr darauf erschien das Album Nessuna scala da salire. Mit der Kompilation Rockbugo signalisierte der Musiker 2018 seine Abkehr von den elektronischen Einflüssen, die sein Werk bis dahin geprägt hatten; das Album enthält durchwegs Rockversionen seiner älteren Lieder. Im selben Jahr veröffentlichte er bei Rizzoli seinen ersten Roman La festa del nulla.
Beim Sanremo-Festival 2020 ging Bugo zusammen mit Morgan mit dem Lied Sincero ins Rennen, wurde jedoch nach einem Streit auf offener Bühne disqualifiziert. Im Jahr darauf präsentierte er in Sanremo das Lied E invece sì.

## Diskografie

### Alben
Studioalben

| Jahr | Titel                      | Höchstplatzierung, Gesamtwochen, AuszeichnungChartsChartplatzierungen (Jahr, Titel, Platzierungen, Wochen, Auszeichnungen, Anmerkungen) | Anmerkungen |
| Jahr | Titel                      | IT | Anmerkungen |
| ---- | -------------------------- | --- | ----------- |
| 2000 | La prima gratta            | — |             |
| 2001 | Sentimento Westernato      | — |             |
| 2002 | Dal lofai al cisei         | IT77 (2 Wo.)IT | Universal   |
| 2004 | Golia & Melchiorre         | IT75 (1 Wo.)IT | Universal   |
| 2006 | Sguardo contemporaneo      | — | Universal   |
| 2008 | Contatti                   | IT62 (2 Wo.)IT | Universal   |
| 2011 | Nuovi rimedi per la miopia | IT81 (1 Wo.)IT | Universal   |
| 2016 | Nessuna scala da salire    | IT26 (2 Wo.)IT | Carosello   |
| 2020 | Cristian Bugatti           | IT28 (4 Wo.)IT | Tetoyoshi   |

EPs
- Ne vale la pena? (2002)
- Casalingo (2002)
- Io mi rompo i coglioni (2003)
- Che lavoro fai (2006)
- Arrivano i nostri (2015)

Kompilationen
- RockBugo (2018)

### Singles
| Jahr | Titel Album                              | Höchstplatzierung, Gesamtwochen, AuszeichnungChartsChartplatzierungen (Jahr, Titel, Album, Platzierungen, Wochen, Auszeichnungen, Anmerkungen) | Anmerkungen                       |
| Jahr | Titel Album                              | IT | Anmerkungen                       |
| ---- | ---------------------------------------- | --- | --------------------------------- |
| 2006 | Amore mio infinito Sguardo contemporaneo | IT41 (1 Wo.)IT | mit Viola                         |
| 2020 | Sincero –                                | IT16 (6 Wo.)IT | feat. Morgan                      |
| 2021 | E invece si –                            | IT36 (2 Wo.)IT | Beitrag zum Sanremo-Festival 2021 |

## Belege
1. ↑  Chartquellen (Alben):
  - Guido Racca & Chartitalia: Top 100 FIMI Album. Lulu, 2013, S. 84.
  - Alben von Bugo. In: Italiancharts.com. Hung Medien, abgerufen am 19. Dezember 2019.
2. ↑  Guido Racca & Chartitalia: Top 100 FIMI Singoli. Lulu, 2013, S. 75.

| Personendaten    | Personendaten                                        |
| ---------------- | ---------------------------------------------------- |
| NAME             | Bugo                                                 |
| ALTERNATIVNAMEN  | Bugatti, Cristian                                    |
| KURZBESCHREIBUNG | italienischer Cantautore (Liedermacher) und Künstler |
| GEBURTSDATUM     | 2. August 1973                                       |
| GEBURTSORT       | Rho, Provinz Mailand                                 |